# Nikołaj Dubinin (biskup)
Nikołaj Giennadjewicz Dubinin OFMConv. (ur. 27 maja 1973 w Nowoszachtyńsku) – rosyjski duchowny rzymskokatolicki, biskup pomocniczy moskiewski od 2020.

## Życiorys
Urodził się 27 maja 1973 w Nowoszachtyńsku. Wstąpił do zakonu franciszkanów konwentualnych. Przygotowywał się do kapłaństwa w Polsce. Śluby czasowe złożył 8 września 1995, natomiast 3 października 1998 wieczyste. Święcenia kapłańskie przyjął 24 czerwca 2000 z rąk biskupa Tadeusza Kondrusiewicza, administratora apostolskiego w Moskwie. W latach 2005–2018 był kustoszem generalnym świętego Franciszka w Moskwie. Ponadto od roku 2005 kieruje wydawnictwem franciszkanów konwentualnych, zaś od 2006 roku wykłada w Wyższym Seminarium Duchownym w Petersburgu. Również od 2009 roku przewodniczy Rosyjskiej Konferencji Wyższych Przełożonych zakonnych. W roku 2015 został również przewodniczącym komisji do spraw katechizacji i liturgii archidiecezji moskiewskiej.
30 lipca 2020 papież Franciszek mianował go biskupem pomocniczym archidiecezji moskiewskiej. Sakry biskupiej udzielił mu 4 października 2020 metropolita moskiewski – arcybiskup Paolo Pezzi.

## Życie prywatne
Rodzina jego ojca była wyznania prawosławnego, zaś matki katolickiego. Jego matka pochodziła z polskiej rodziny mieszkającej na terenie obecnej Białorusi. Jej syn Nikołaj jednakże urodził się już na wygnaniu w Rosji.